# Феруловидка щетинистая
Феруловидка щетинистая (лат. Ferulopsis hystrix) — многолетнее цветковое растение, вид рода Феруловидка (Ferulopsis) семейства Зонтичные (Apiaceae)

## Ботаническое описание
Корень толстый, деревянистый, многоглавый.
Стебли многочисленные, прямые, в нижней части и под соцветием очень коротко шероховатые, ребристые, простые, при основании с 1—9 листьями, в верхней части безлистные, 10—30 см высотой, одетые внизу остающимися затвердевшими черешками отмерших листьев.
Листья дважды перистые, коротко шероховатые (редко почти голые), в очертании продолговато-ланцетовидные, с 4—5 парами первичных листочков; вторичные листочки трехнадрезанные на линейные острые дольки. Черешки листьев при основании расширены в широко перепончатые по краям влагалища.
Зонтики с 10—20 равными, но внутренней стороне остро шероховатыми лучами, в поперечнике 2—4 см; обертка и оберточки 5—7-листные из ланцетовидных или шиловидных, по краям широко перепончатых, опадающих листочков; зубцы чашечки мало заметные. Лепестки белые, яйцевидные.
Плоды округло эллиптические, 4 мм длиной и 4 мм шириной, ложбинки с 1—2 канальцами; спинные ребра выступающие, краевые около 1 мм.
Число хромосом: 2n = 40 (Бурятия).

## Таксономия
|  |                                      |  |                                                             |                                                             |                     |  | ещё 8 семейств (согласно Системе APG II) |                     |                     |                        |
|  |                                      |  |                                                             |                                                             |                     |  |                                          |                     |                     | феруловидка щетинистая |
|  |                                      |  |                                                             | порядок Зонтикоцветные                                      |                     |  |                                          |                     | род Феруловидка     |                        |
|  |                                      |  |                                                             | порядок Зонтикоцветные                                      |                     |  |                                          |                     | род Феруловидка     |                        |
|  | отдел Цветковые, или Покрытосеменные |  |                                                             |                                                             | семейство Зонтичные |  |                                          |                     |                     |                        |
|  | отдел Цветковые, или Покрытосеменные |  |                                                             |                                                             |                     |  |                                          |                     |                     |                        |
|  |                                      |  | ещё 44 порядка цветковых растений (согласно Системе APG II) | ещё 44 порядка цветковых растений (согласно Системе APG II) |                     |  |                                          | ещё более 300 родов | ещё более 300 родов |                        |
|  |                                      |  |                                                             | ещё 44 порядка цветковых растений (согласно Системе APG II) |                     |  |                                          |                     | ещё более 300 родов |                        |

#### Синонимы
Согласно данным базы GBIF на май 2024 года в синонимику вида входят следующие названия:
- = Johrenia nudiuscula (Turcz.) Palib.
- = Libanotis cachroides DC.
- = Peucedanum cachroides (DC.) Koso-Pol.
- ≡ Peucedanum hystrix Bunge
- = Peucedanum hystrix Bunge ex Ledeb.
- = Peucedanum nudiusculum (Turcz.) Koso-Pol.
- ≡ Phlojodicarpus nudiusculus (Palib.) Turcz.
- = Phlojodicarpus nudiusculus (Palib.) Turcz. ex Popov
- = Phlojodicarpus nudiusculus var. major Popov
- = Phlojodicarpus turczaninovii Sipliv.
- = Phlojodicarpus turczaninowii Sipliv.
- = Seseli vaginatum Ledeb.

## Химический состав
В корнях обнаружены хромоны (эвгенин) и различные кумарины, среди которых простые кумарины (умбеллиферон, скополетин, скиммин, апиозил-скиммин, пеуцеданол и его гликозиды), фурокумарины (орозелон, колумбианетин, колумбианадин, зозимин, пеуценидин, либанотин, либанорин, ангелицин, вагинидиол и его эфиры и гликозиды), жирные кислоты и эфирное масло. В составе водорастворимых компонентов корней охарактеризованы полисахариды, в том числе доминирующий арабино-3,6-галактан.

## Применение в традиционной медицине
В тувинской народной медицине корни феруловидки щетинистой под названием чуксугбай использовали при заболеваниях желудка.

## Биологическая активность
Экстракт корней феруловидки щетинистой обладает гастропротективным действием, снижая выраженность язвообразования у животных с индометациновой, нейрогенной и этаноловой гастропатией. Применение экстракта усиливает моторно-эвакуаторную функцию желудочно-кишечного тракта, проявляет спазмолитическую активность, ослабляя спазмы кишечника, индуцированные 0,1 % раствором бария хлорида, а также оказывает анальгетический и антиоксидантный эффект. Также обнаружено, что экстракт проявляет желчегонную активность, увеличивая скорость секреции желчи, стимулируя синтез и выделение холатов с желчью, а также экскрецию холестерина и билирубина. Установлено, что гастропротективным действием обладают кумарины скиммин и пеуценидин, а также арабиногалактан.

## Интродукция
Известны сведения об интродукции феруловидки щетинистой в условиях ботанического сада.